# Villalba del Alcor
Villalba del Alcor é um município da Espanha na província de Huelva, comunidade autónoma da Andaluzia, de área 62,90 km² com população de 3439 habitantes (2004) e densidade populacional de 54,67 hab/km².

## Demografia
| Variação demográfica do município entre 1991 e 2004 | Variação demográfica do município entre 1991 e 2004 | Variação demográfica do município entre 1991 e 2004 | Variação demográfica do município entre 1991 e 2004 |
| --------------------------------------------------- | --------------------------------------------------- | --------------------------------------------------- | --------------------------------------------------- |
| 1991                                                | 1996                                                | 2001                                                | 2004                                                |
| 3674                                                | 3618                                                | 3510                                                | 3439                                                |